# آکادمی گلاسگو
آکادمی گلاسگو (انگلیسی: The Glasgow Academy) یک مدرسه روزانه مستقل برای دانش آموزان ۳ تا ۱۸ ساله در گلاسکو، اسکاتلند است. در سال ۲۰۱۶، آکادمی گلاسگو سومین بهترین نتایج آزمون سطح عالی را در اسکاتلند داشته‌است.این مدرسه که در سال ۱۸۴۵ تأسیس شد، قدیمی‌ترین مدرسه کاملاً مستقل در گلاسکو است.